# Legends Tour 2009
De Legends Tour 2009 was het tiende seizoen van de Legends Tour. Er stonden vier officieuze toernooien op de kalender.

## Kalender
| Datum | Datum | Toernooi                       | Stad                   | Winnaar           | Score | Score | Info                                   |
| ----- | ----- | ------------------------------ | ---------------------- | ----------------- | ----- | ----- | -------------------------------------- |
| 09-08 | 10-08 | Wendy's Charity Classic        | Jackson, Michigan      | Christa Johnson   | 141   | –3    |                                        |
| 24-10 | 25-10 | Kinoshita Pearl Classic        | Kapolei, Hawaii        | Rosie Jones       | 137   | –7    |                                        |
| 20-11 | 22-11 | Legends Tour Open Championship | Palm Harbor, Florida   | Sherri Steinhauer | 141   | –3    | Eerste "Major"-editie                  |
| 05-12 | 06-12 | Handa Cup                      | St. Augustine, Florida | Team USA          | 28-20 | 28-20 | Verliezer: World Team (landcompetitie) |

| Major |  | po = winnares na play-off |

## Trivia
- Op 9 augustus werd er de BJ's Charity Pro-Am georganiseerd. Het was een golfwedstrijd voor Pro-Ams en een inzamelactie voor goede doelen.

2000 ·
2001 ·
2002 ·
2003 ·
2004 ·
2005 ·
2006 ·
2007 ·
2008 ·
2009 ·
2010 ·
2011 ·
2012 ·
2013 ·
2014 ·
2015